# Trophée NHK 2008
Navigation
Édition précédente Édition suivante
Le Trophée NHK (en anglais : NHK Trophy) est une compétition internationale de patinage artistique qui se déroule au Japon au cours de l'automne. Il accueille des patineurs amateurs de niveau senior dans quatre catégories: simple messieurs, simple dames, couple artistique et danse sur glace.
Le trentième Trophée NHK est organisé du 27 au 30 novembre 2008 au gymnase olympique de Yoyogi de Tokyo. Il est la sixième compétition du Grand Prix ISU senior de la saison 2008/2009.

## Résultats

### Messieurs

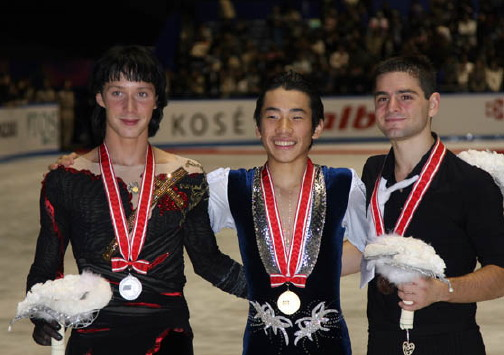
Podium des Messieurs

| Rang | Nom                | Pays       | Points | Programme court | Programme court | Programme libre | Programme libre |
| ---- | ------------------ | ---------- | ------ | --------------- | --------------- | --------------- | --------------- |
| 1    | Nobunari Oda       | Japon      | 236.18 | 1               | 81.63           | 1               | 154.55          |
| 2    | Johnny Weir        | États-Unis | 224.42 | 2               | 78.15           | 2               | 146.27          |
| 3    | Yannick Ponsero    | France     | 217.24 | 3               | 74.39           | 3               | 142.85          |
| 4    | Kevin Reynolds     | Canada     | 199.74 | 6               | 67.51           | 4               | 132.23          |
| 5    | Takahito Mura      | Japon      | 198.07 | 4               | 69.70           | 5               | 128.37          |
| 6    | Stephen Carriere   | États-Unis | 192.30 | 5               | 68.99           | 6               | 123.31          |
| 7    | Adrian Schultheiss | Suède      | 177.75 | 7               | 66.31           | 7               | 111.44          |
| 8    | Yasuharu Nanri     | Japon      | 167.73 | 8               | 63.87           | 10              | 103.86          |
| 9    | Andrei Lutai       | Russie     | 166.36 | 11              | 56.34           | 8               | 110.02          |
| 10   | Peter Liebers      | Allemagne  | 165.90 | 10              | 58.27           | 9               | 107.63          |
| 11   | Anton Kovalevski   | Ukraine    | 157.94 | 9               | 58.84           | 12              | 99.10           |
| 12   | Jamal Othman       | Suisse     | 157.90 | 12              | 55.94           | 11              | 101.96          |

### Dames

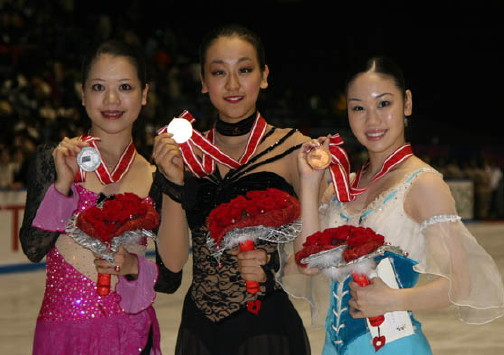
Podium des Dames

| Rang | Nom                     | Pays         | Points | Programme court | Programme court | Programme libre | Programme libre |
| ---- | ----------------------- | ------------ | ------ | --------------- | --------------- | --------------- | --------------- |
| 1    | Mao Asada               | Japon        | 191.13 | 1               | 64.64           | 1               | 126.49          |
| 2    | Akiko Suzuki            | Japon        | 167.64 | 4               | 55.56           | 2               | 112.08          |
| 3    | Yukari Nakano           | Japon        | 166.87 | 5               | 54.82           | 3               | 112.05          |
| 4    | Ashley Wagner           | États-Unis   | 161.10 | 2               | 61.52           | 5               | 99.58           |
| 5    | Laura Lepistö           | Finlande     | 158.85 | 3               | 59.14           | 4               | 99.71           |
| 6    | Katrina Hacker          | États-Unis   | 139.46 | 6               | 53.80           | 6               | 85.66           |
| 7    | Cynthia Phaneuf         | Canada       | 138.90 | 7               | 53.48           | 7               | 85.42           |
| 8    | Mirai Nagasu            | États-Unis   | 124.22 | 8               | 50.14           | 9               | 74.08           |
| 9    | Kim Na-young            | Corée du Sud | 119.77 | 9               | 47.92           | 11              | 71.85           |
| 10   | Annette Dytrt           | Allemagne    | 115.57 | 12              | 37.62           | 8               | 77.95           |
| 11   | Anastasia Gimazetdinova | Ouzbékistan  | 115.10 | 10              | 42.84           | 10              | 72.26           |
| 12   | Katarina Gerboldt       | Russie       | 113.95 | 11              | 42.42           | 12              | 71.53           |

### Couples

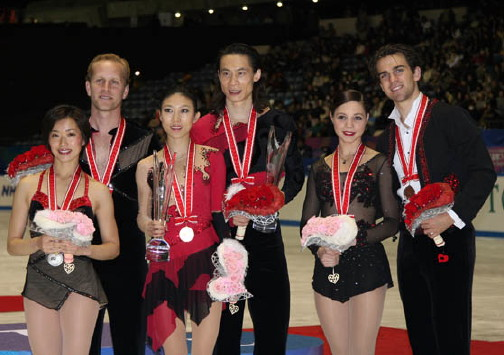
Podium des couples artistiques

| Rang | Nom                               | Pays        | Points | Programme court | Programme court | Programme libre | Programme libre |
| ---- | --------------------------------- | ----------- | ------ | --------------- | --------------- | --------------- | --------------- |
| 1    | Pang Qing / Tong Jian             | Chine       | 186.06 | 1               | 63.10           | 1               | 122.96          |
| 2    | Rena Inoue / John Baldwin         | États-Unis  | 161.49 | 2               | 57.60           | 2               | 103.89          |
| 3    | Jessica Dubé / Bryce Davison      | Canada      | 156.76 | 3               | 55.24           | 3               | 101.52          |
| 4    | Stacey Kemp / David King          | Royaume-Uni | 132.89 | 4               | 49.36           | 4               | 83.53           |
| 5    | Maria Sergejeva / Ilja Glebov     | Estonie     | 127.70 | 6               | 45.32           | 5               | 82.38           |
| 6    | Laura Magitteri / Ondřej Hotárek  | Italie      | 127.18 | 7               | 45.10           | 6               | 82.08           |
| 7    | Meeran Trombley / Laureano Ibarra | États-Unis  | 124.92 | 8               | 44.40           | 7               | 80.52           |
| 8    | Monica Pisotta / Michael Stewart  | Canada      | 124.80 | 5               | 47.78           | 8               | 77.02           |

### Danse sur glace

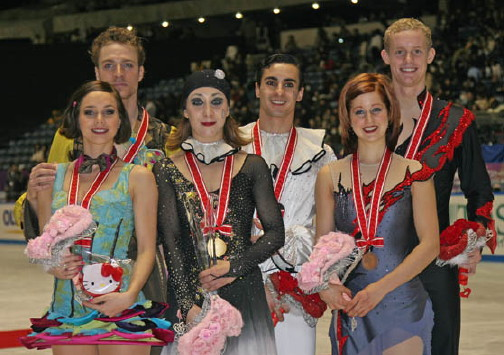
Podium de la danse sur glace

| Rang | Nom                                 | Pays       | Points | Danse imposée | Danse imposée | Danse originale | Danse originale | Danse libre | Danse libre |
| ---- | ----------------------------------- | ---------- | ------ | ------------- | ------------- | --------------- | --------------- | ----------- | ----------- |
| 1    | Federica Faiella / Massimo Scali    | Italie     | 176.67 | 1             | 35.61         | 2               | 53.78           | 2           | 87.28       |
| 2    | Nathalie Péchalat / Fabian Bourzat  | France     | 175.42 | 2             | 33.20         | 1               | 54.27           | 1           | 87.95       |
| 3    | Emily Samuelson / Evan Bates        | États-Unis | 161.45 | 3             | 32.18         | 4               | 50.92           | 4           | 78.35       |
| 4    | Ekaterina Bobrova / Dmitri Soloviev | Russie     | 159.96 | 6             | 29.80         | 5               | 49.61           | 3           | 80.55       |
| 5    | Kristina Gorshkova / Vitali Butikov | Russie     | 159.51 | 4             | 31.54         | 3               | 51.80           | 6           | 76.17       |
| 6    | Kimberly Navarro / Brent Bommentre  | États-Unis | 155.60 | 5             | 31.01         | 6               | 47.91           | 5           | 76.68       |
| 7    | Kaitlyn Weaver / Andrew Poje        | Canada     | 151.10 | 7             | 28.70         | 7               | 46.58           | 7           | 75.82       |
| 8    | Cathy Reed / Chris Reed             | Japon      | 135.83 | 8             | 27.17         | 10              | 39.87           | 8           | 68.79       |
| 9    | Yu Xiaoyang / Wang Chen             | Chine      | 131.90 | 9             | 25.46         | 8               | 40.78           | 9           | 65.66       |
| 10   | Isabella Pajardi / Stefano Caruso   | Italie     | 128.35 | 10            | 23.86         | 9               | 40.52           | 10          | 63.97       |

## Sources
- Résultats du Trophée NHK 2008 sur le site de l'ISU
- Patinage Magazine N°115 (Décembre 2008-Janvier 2009)